# 1952 год в литературе

## Премии

### Международные
- Нобелевская премия по литературе — Франсуа Мориак, «За глубокое духовное прозрение и художественную силу, с которой он в своих романах отразил драму человеческой жизни».

### СССР
- Сталинская премия:
  - Художественная проза:
    - Первая степень: Степан Злобин (роман «Степан Разин»), Вилис Лацис (роман «К новому берегу»).
    - Вторая степень: Ванда Василевская (трилогия «Песнь над водами»), Ярослав Галан (памфлеты из сборника «Избранное», посмертно), Дин Лин (Китай) (роман «Солнце над рекой Сангань»), Николай Задорнов (романы «Амур-батюшка», «Далёкий край», «К океану»), Орест Мальцев (роман «Югославская трагедия»), Андре Стиль (Франция) (роман «Первый удар»).
    - Третья степень: Тамаш Анцел (Венгрия) (роман «Под сенью свободы»), Владимир Беляев (трилогия «Старая крепость»), Янка Брыль (повесть «В Заболотье светает»), Дмитрий Ерёмин (роман «Гроза над Римом»), Георгий Марков (роман «Строговы»), Игорь Муратов («Буковинская повесть»), Шандор Надь (Венгрия) (рассказ «Примирение»), Лев Ольконицкий (роман «России верные сыны»), Николай Носов (повесть «Витя Малеев в школе и дома»), Валентина Осеева (повесть «Васёк Трубачёв и его товарищи»), Виктор Полторацкий (книга очерков «В дороге и дома» и очерки 1951 года), Евгений Поповкин (роман «Семья Рубанюк»), Чжоу Ли-бо (Китай) (роман «Ураган»).

  - Поэзия:
    - Первая степень: Николай Тихонов (циклы стихов «Два потока», «На Втором Всемирном конгрессе мира»).
    - Вторая степень: Анатас Венцлова (сборник «Избранное»), Сильва Капутикян (сборник «Мои родные»), Георгий Леонидзе (поэмы «Бершоула» и «Портохала»).
    - Третья степень: Расул Гамзатов (сборник стихов и поэм «Год моего рождения»), Владимир Замятин (поэма «Зелёный заслон»), Николай Нагнибеда (сборник «Стихи»), Юхан Смуул (сборник «Стихотворения. Поэмы»).

  - Драматургия:
    - Вторая степень: Хэ Цзин-чжи и Дин-Ни (Китай) (пьеса «Седая девушка»).
    - Третья степень: Абдулла Каххар (пьеса «На новой земле»), Павел Маляревский (пьеса «Канун грозы»).

  - Литературная критика и искусствоведение:
    - Третья степень: Берта Брайнина (книга «Константин Федин»), Николай Горчаков (книга «Режиссёрские уроки К. С. Станиславского»).

### США
- Пулитцеровская премия в категории художественное произведение, написанное американским писателем— Герман Вук, «Восстание на „Кейне“»
- Пулитцеровская премия в категории драматического произведения для театра — Джозеф Крамм, «Птица-сорокопут»
- Пулитцеровская премия в категории поэзия— Марианна Мур, «Избранный стихотворения»

### Франция
- Гонкуровская премия — Беатрис Бек, «Леон Морен, священник»
- Премия Ренодо — Jacques Perry, L’Amour de rien
- Премия Фемина — Dominique Rolin, Le Souffle
- Премия Фенеона — Мишель Винавер, «Возражающий»

## Книги
- «В розовом блеске» — произведение Алексея Ремизова.
- «Долгий марш» — произведение Уильяма Стайрона.
- «Мелюзина. Брунцвик» — произведение Алексея Ремизова.
- «Паутина Шарлотты» (англ. Charlotte’s Web) — детская книга Элвина Уайта
- «Та, которой не стало» — произведение Буало-Нарсежака.

### Романы
- «Большая планета» (англ. Big Planet) — роман Джека Вэнса.
- «Город» (англ. City) — роман Клиффорда Саймака.
- «Золотые пауки» — роман Рекса Стаута.
- «Искра жизни» (нем. Der Funke Leben) — роман Эриха Мария Ремарка.
- «Капер» — роман Джозефины Тэй.
- «Космическое семейство Стоун» (англ. The Rolling Stones) — научно-фантастический роман Роберта Хайнлайна.
- «Механическое пианино»(англ. Player Piano) — роман Курта Воннегута.
- «Миссис Макгинти с жизнью рассталась» (англ. Mrs McGinty's Dead) — роман Агаты Кристи.
- «Мы» — роман Евгения Замятина.
- «Покоритель зари, или Плавание на край света»(англ. The Voyage of the Dawn Treader)  — роман Клайва Стейплза Льюиса.
- «С помощью зеркал» (англ. They Do It With Mirrors) — роман Агаты Кристи.
- «Человек без лица» (англ. The Demolished Man — роман Альфреда Бестера.

### Повести
- «Разведчица Клавдия Панчишкина» — повесть Фёдора Самохина.
- «Старик и море» (англ. The Old Man and the Sea) — повесть Эрнеста Хемингуэя.

### Малая проза
- «И грянул гром» (англ. A Sound of Thunder) — рассказ Рэя Брэдбери.
- «Яблоня» — сборник рассказов Дафны дю Морье.

### Пьесы
- «Летающие блюдца (Предзнаменование)» (нем. Menetekel) — пьеса Фридриха Вольфа.
- «Мышеловка» (англ. The Mousetrap) — пьеса Агаты Кристи.
- «Томас Мюнцер» (нем. Thomas Müntzer) — пьеса Фридриха Вольфа.

### Поэзия
- «Растут этажи» — сборник стихов Емилиана Букова.
- «Солдаты свободы» — сборник стихов Сергея Наровчатова.

## Родились
- 5 марта — Робин Хобб, американская писательница-фантаст.
- 11 марта — Дуглас Ноэль Адамс, английский писатель, драматург, сценарист.
- 5 мая — Мария Кристина Рамос, аргентинская детская писательница.
- 7 июня — Дарья Донцова, российская писательница.
- 10 июня — Бейкер, Кейдж, американская писательница-фантаст (умерла в 2010).
- 8 августа — Йостейн Гордер, норвежский писатель и публицист.

Дата неизвестна:
- Алан Пиз, австралийский писатель, автор популярных книг о языке тела.

## Умерли
- 19 февраля — Кнут Гамсун, норвежский писатель (родился в 1859).
- 12 июля — Эльза Сойни, финская писательница, драматург, сценарист (род. в 1893).
- 4 декабря — Джузеппе Антонио Борджезе, итальянский литературный критик, прозаик, поэт (род. в 1882).